# Socket AM2
Le Socket AM2 (anciennement Socket M2) est un socket destiné aux processeurs de bureau AMD, qu'ils soient très haut de gamme, grand public, ou d'entrée de gamme. Il est sorti fin mai 2006, comme successeur pour le socket 939. Il présente 940 broches et inclut le support de la RAM DDR2 mais il n'est pas pour autant compatible avec les processeurs socket 939.
Le socket est destiné aux processeurs suivants : Windsor (haut de gamme : Athlons 64 X2 Dual-Core), Orleans (milieu de gamme : Athlon 64 Mono-Core) et Manila (entrée de gamme : Sempron).

## Processeurs compatibles
L'utilisation de ces processeurs est possible grâce aux chipsets Nvidia nForce5 et ATI SB600.
- AMD Sempron : du 2800+ au 3800+
- AMD Athlon 64 : du 3000+ au 3800+
- AMD Athlon 64 X2 : du 3600+ au 6400+
- AMD Athlon 64 X2 EE : du 3800+ au 5200+
- AMD Athlon 64 FX-62

## Dissipateur thermique
Les quatre trous de fixation du dissipateur thermique à la carte mère sont placés aux quatre coins d'un rectangle de largeur 48 mm et de longueur 96 mm pour les sockets AMD AM2, AM2+, AM3, AM3+ et FM2. Les solutions de refroidissement doivent donc être interchangeables.

## Contexte
Les sockets AMD par ordre chronologique :
- Socket A
- Socket 754
- Socket 939
- Socket 940
- Socket AM2
- Socket F
- Socket F+
- Socket AM2+
- Socket AM3
- Socket AM3+
- Socket AM4